# John Philip Holland

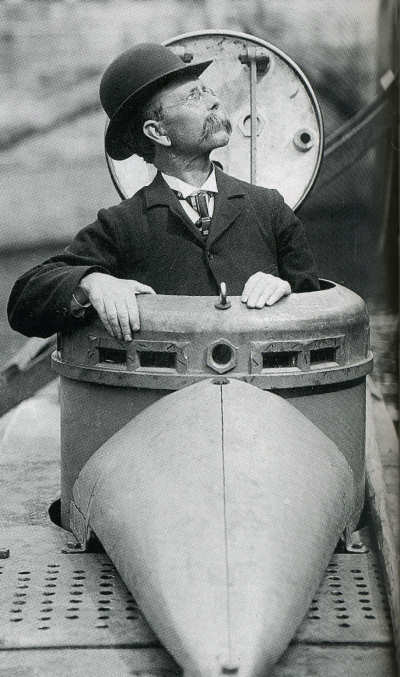
John Philip Holland

John Philip Holland, född 29 februari 1840, död 12 augusti 1914, var en amerikansk ingenjör och uppfinnare.
Holland emigrerade till USA 1875 och började som skollärare. I förhoppning att finna ett medel att krossa Storbritanniens sjömakt ägnade han sig åt konstruktioner av undervattensbåtar och byggde i slutet av 1870-talet sin första ubåt. Efter åtskilligt experimenterande segrade han 1895 i en av amerikanska regeringen utlyst tävlan rörande bästa konstruktionen för ubåtar och byggde 1898 en förbättrad typ, Holland, som i marschläge drevs med gasolinmotor och i undervattensläge med elektrisk motor. Sedan ett bolag bildats, inköpte amerikanska regeringen båten och beställde ytterligare sex båtar. Holland utträdde dock ur bolaget och ägnade sista delen av sitt liv åt flygmaskinsexperiement.